# Philosophical Transactions of the Royal Society B: Biological Sciences
Philosophical Transactions of the Royal Society B: Biological Sciences (abrégé en Phil. Trans. R. Soc. B ou Philos. Trans. R. Soc. B-Biol. Sci.) est une revue scientifique à comité de lecture qui publie des articles concernant la biologie.
D'après le Journal Citation Reports, le facteur d'impact de ce journal était de 5,117 en 2009. Actuellement, la direction éditoriale est assurée par Georgina Mace.

## Histoire
La Royal Society fonde en 1665 la revue Philosophical Transactions of the Royal Society. En 1887, le journal est séparé en deux sections :
- Philosophical Transactions of the Royal Society A: Mathematical, Physical and Engineering Sciences  (ISSN 1364-503X)
- Philosophical Transactions of the Royal Society B: Biological Sciences  (ISSN 0962-8436)